# Мурабба
Мурабба (від араб. مربى) відноситься до солодкого фруктового варення, популярного в багатьох регіонах Південного Кавказу, Центральної Азії, Південної Азії і Близького Сходу. Зазвичай його готують із фруктами, цукром та спеціями. Схожа з мураббой страва також популярна на Балканах.
Популярними зацукрованими фруктами є яблуко, абрикос, аґрус, манго, слива, айва і восковий гарбуз.

## Галерея

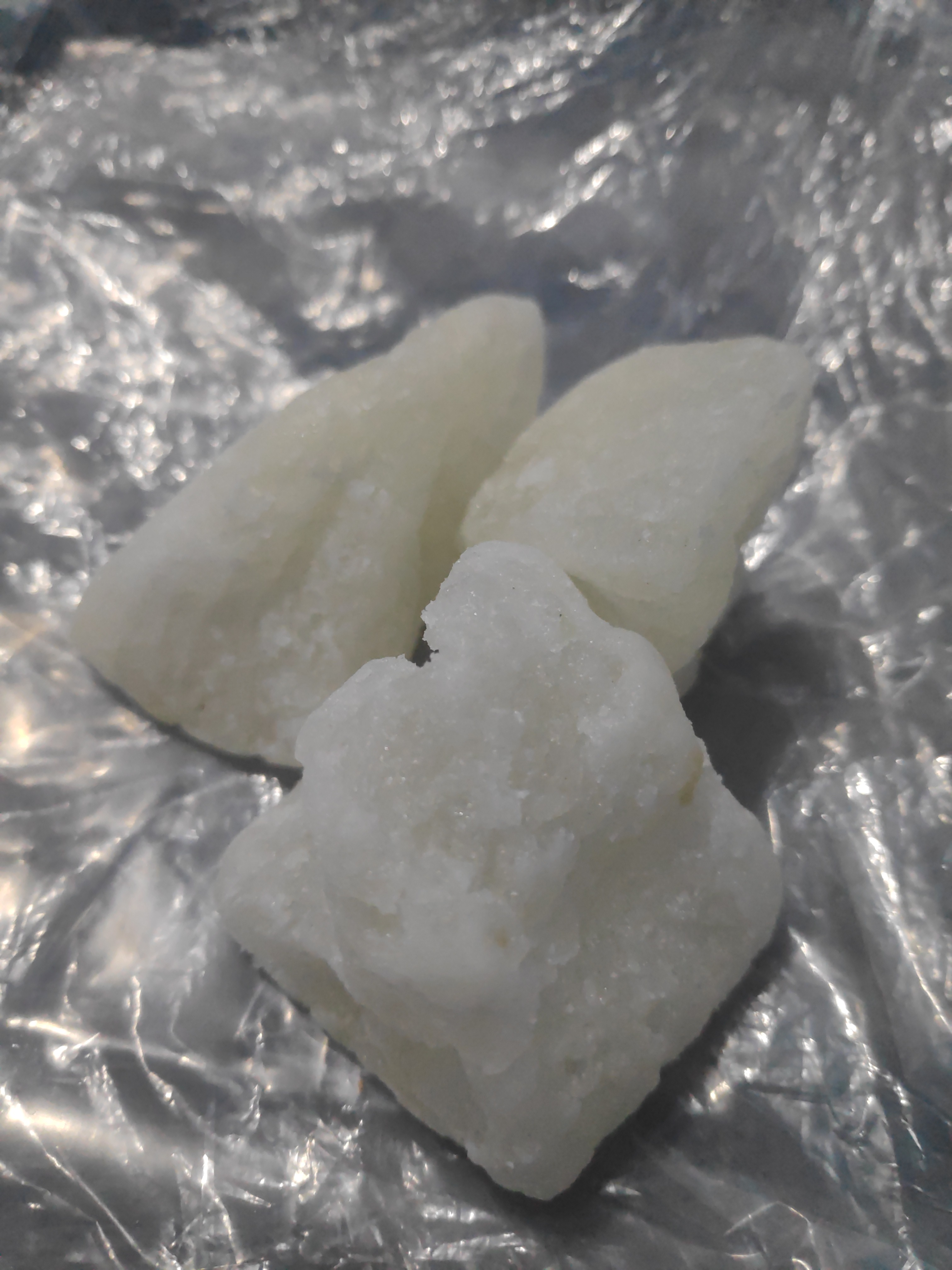
Восковий гарбуз мураббу з Непалу
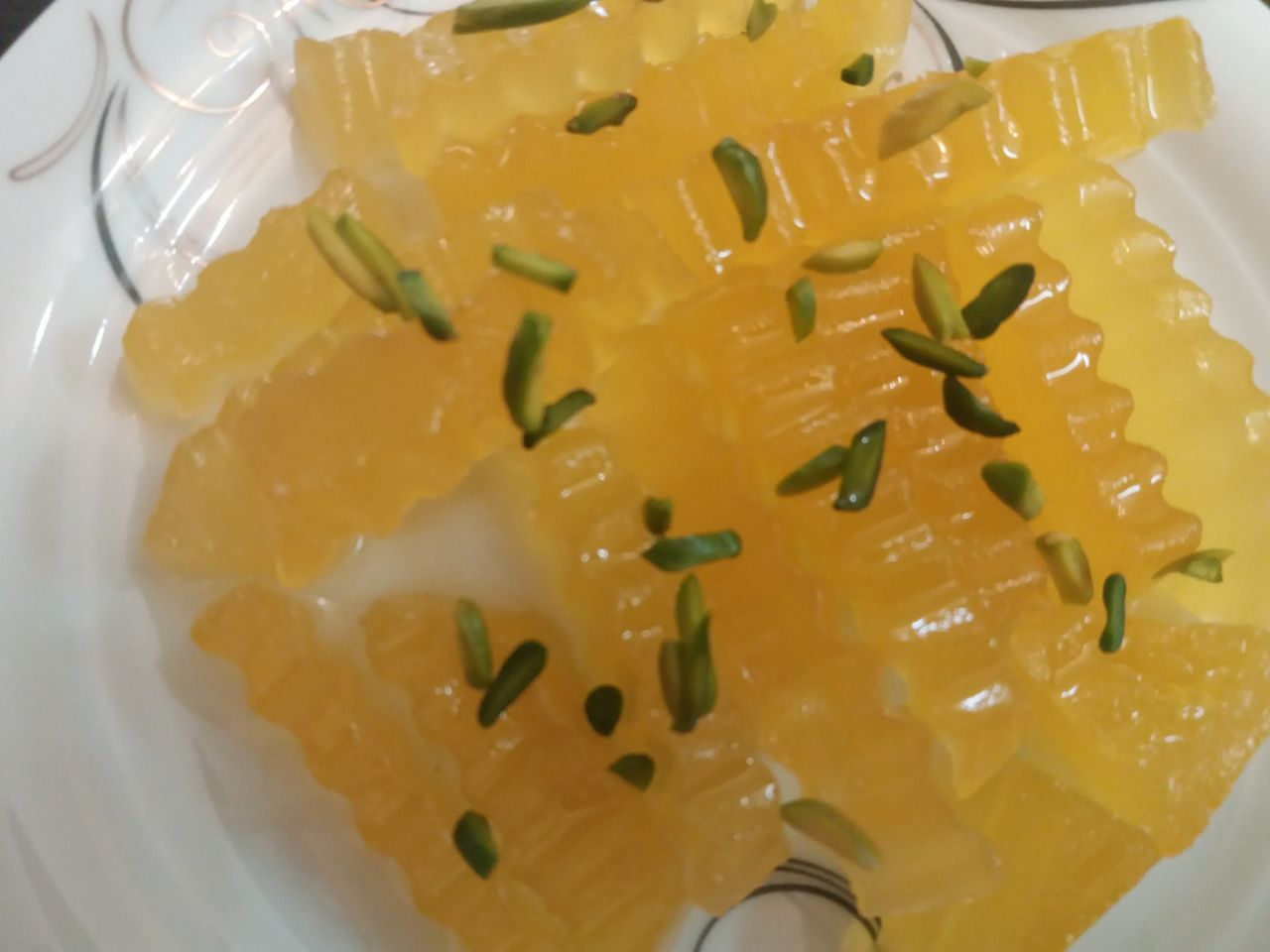
Гарбузове варення або мурабба в Тебризі, Іранський Азербайджан
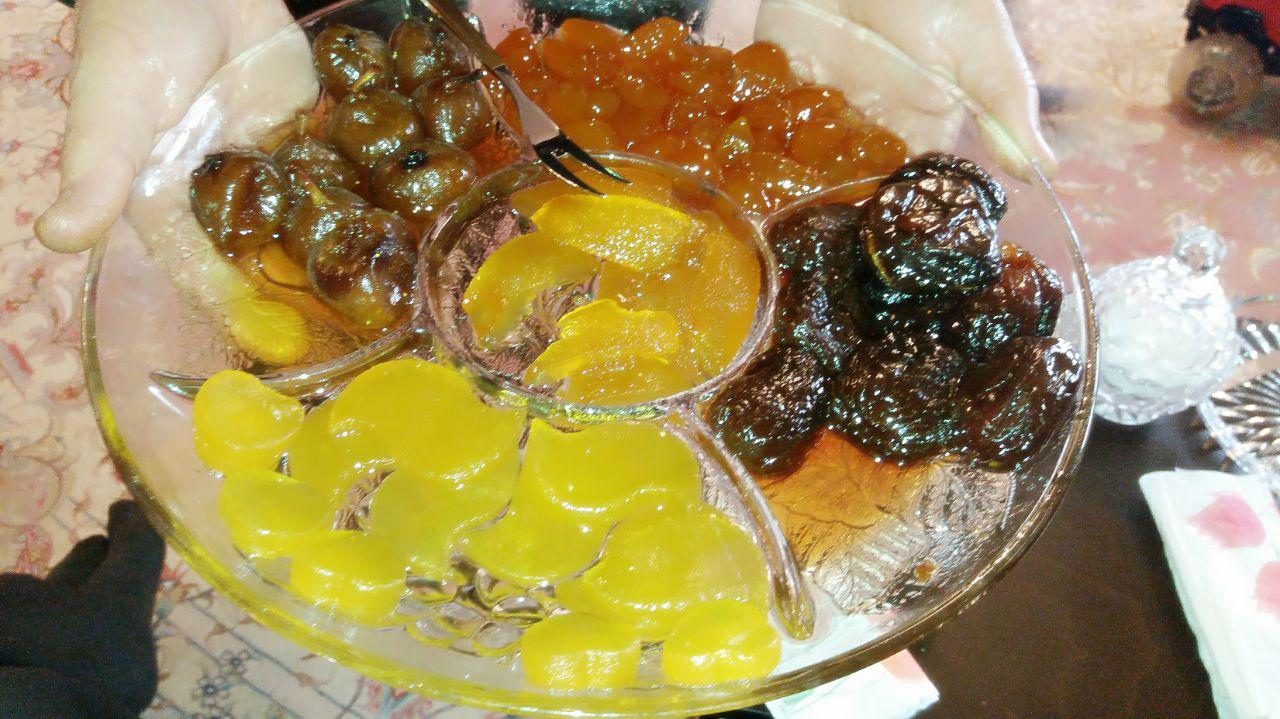
Різні види мурабби в Тебріз, Іранський Азербайджан